# Cleo (Waltzburg)
Cleo is een nummer van de Nederlandse indierockband Waltzburg uit 2020. Het is de eerste single van hun tweede EP Let's All Pretend.

## Achtergrondinformatie
"Cleo" is een vrolijk en melodieus indierocknummer. Het werd geïnspireerd uit het werk van Tom Petty & the Heartbreakers. De tekst gaat over trouw blijven aan jezelf. Het nummer werd opgenomen tijdens de coronapandemie en volgens frontman Menno Krivokutya wilde de band de plaat "opnemen zonder ons te veel aan te passen aan de buitenwereld. Het is een gek toeval dat het contact met de buitenwereld rond diezelfde tijd ineens niet meer vanzelfsprekend was". In de bijbehorende videoclip zijn de bandleden te zien als dansende skeletten.
Het nummer bereikte de Nederlandse Top 40 of Tipparade niet. Wel bereikte het de 25e positie in de Mega Top 30 van NPO 3FM.

## Tracklijst
- Muziekdownload

1. "Cleo" - 3:12